# نقشه جزیره هرمز، ۱۷۵۰ میلادی

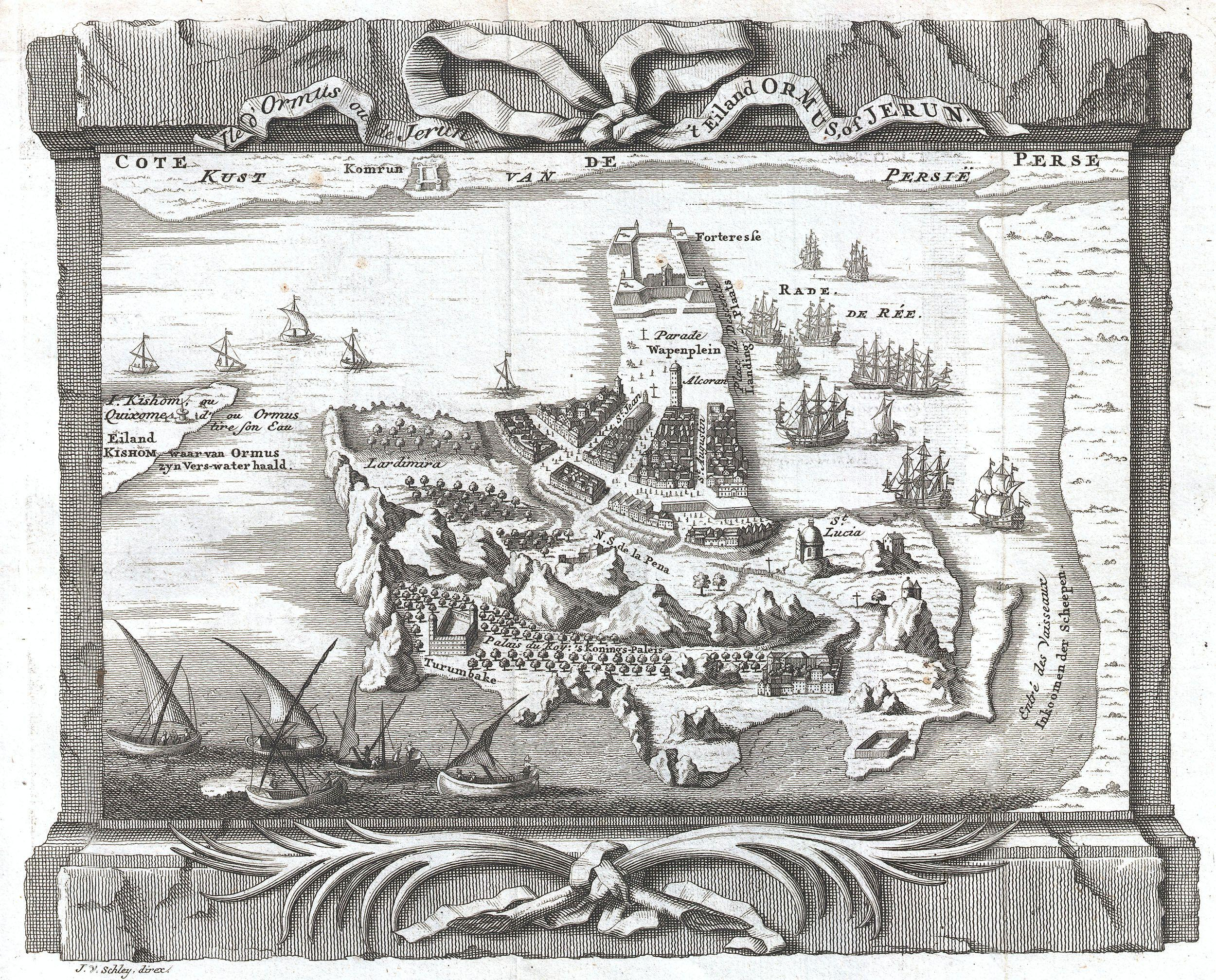
نقشه جزیره هرمز به وسیله جاکوب ون در شلی

نقشه جزیره هرمز در سال ۱۷۵۰ میلادی و توسط جاکوب ون در شلی طراح هلندی کشیده شده‌است. او پس از سفر به عمان به این جزیره می‌آید. نام دیگر جزیره به گفته او موغستان یا موقستان است. در سمت چپ نقشه نام جزیره قشم ذکر شده‌است. در نقشه و در شمال جزیره هرمز، قلعه پرتغالی‌ها دیده می‌شود که در پایین آن میدان اسلحه‌خانه می‌باشد. در بالای نقشه نام بندر عباس یا گمبرون (komrun) آورده شده‌است. نام ایران (Perse) نیز در گوشه سمت راست بالا حک شده‌است. در نقشه برخی جاها با عناوین و فرهنگ پرتغالی (مثل: St Lucia و St jean) نامیده شده‌است. بر روی نقشه خانه، کشتی‌های بادبانی، درختان و دژهای نظامی و غیره دیده می‌شود. به نظر می‌رسد در آن دوران این جزیره زیر سلطه کامل پرتغالی بوده‌است. در وبگاه  ژئو گرافیکس در نام نقشه عبارت خلیج فارس آورده شده است.